# Kreuzgassenviertel
Das Kreuzgassenviertel in Nürnberg wurde 1992 nach Plänen von Baufrösche, Steidle + Partner und Werkgemeinschaft Freiraum errichtet.

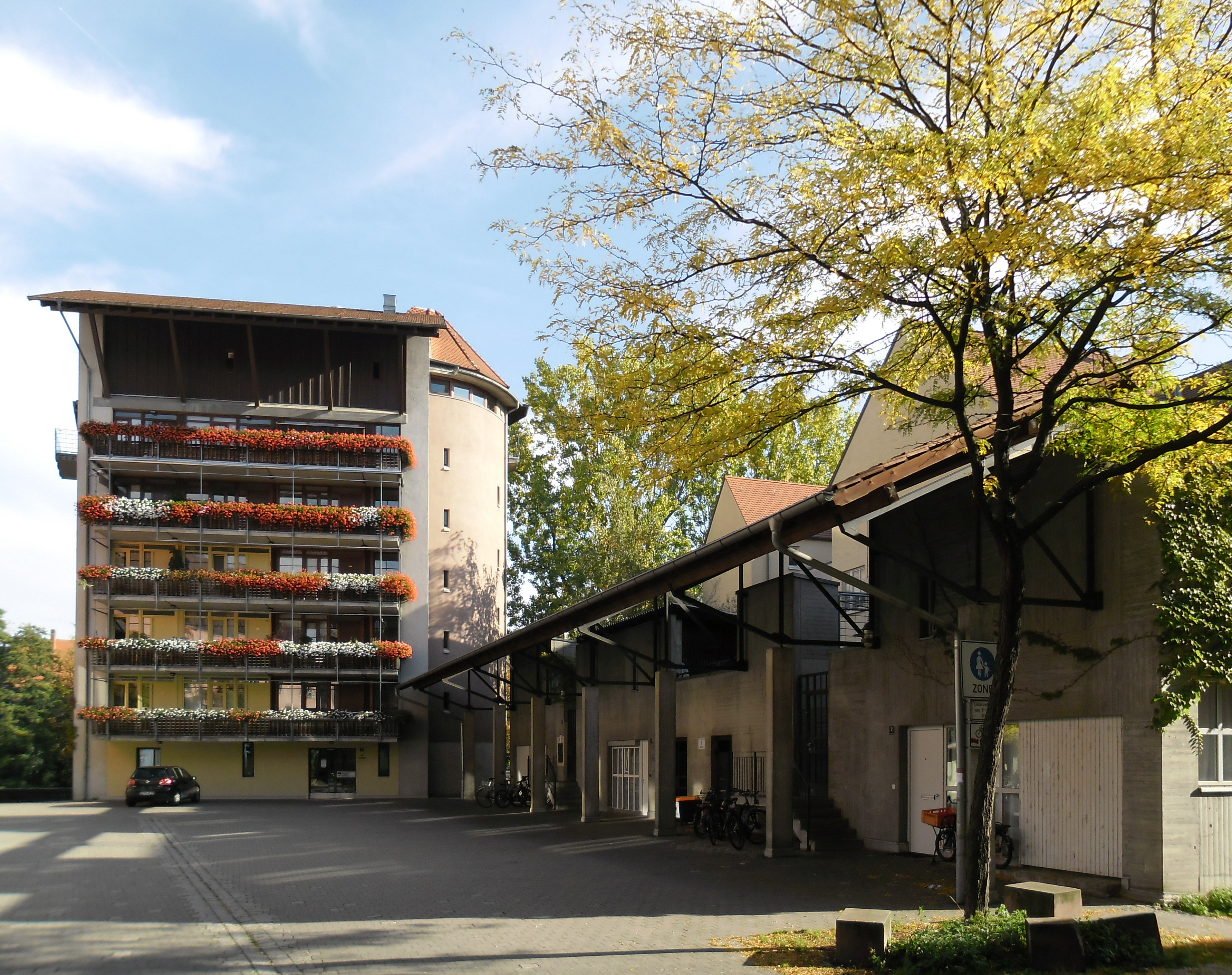
Punkthaus

## Lage
Das neue Wohnviertel liegt im Bezirk St. Lorenz.

## Geschichte und Architektur

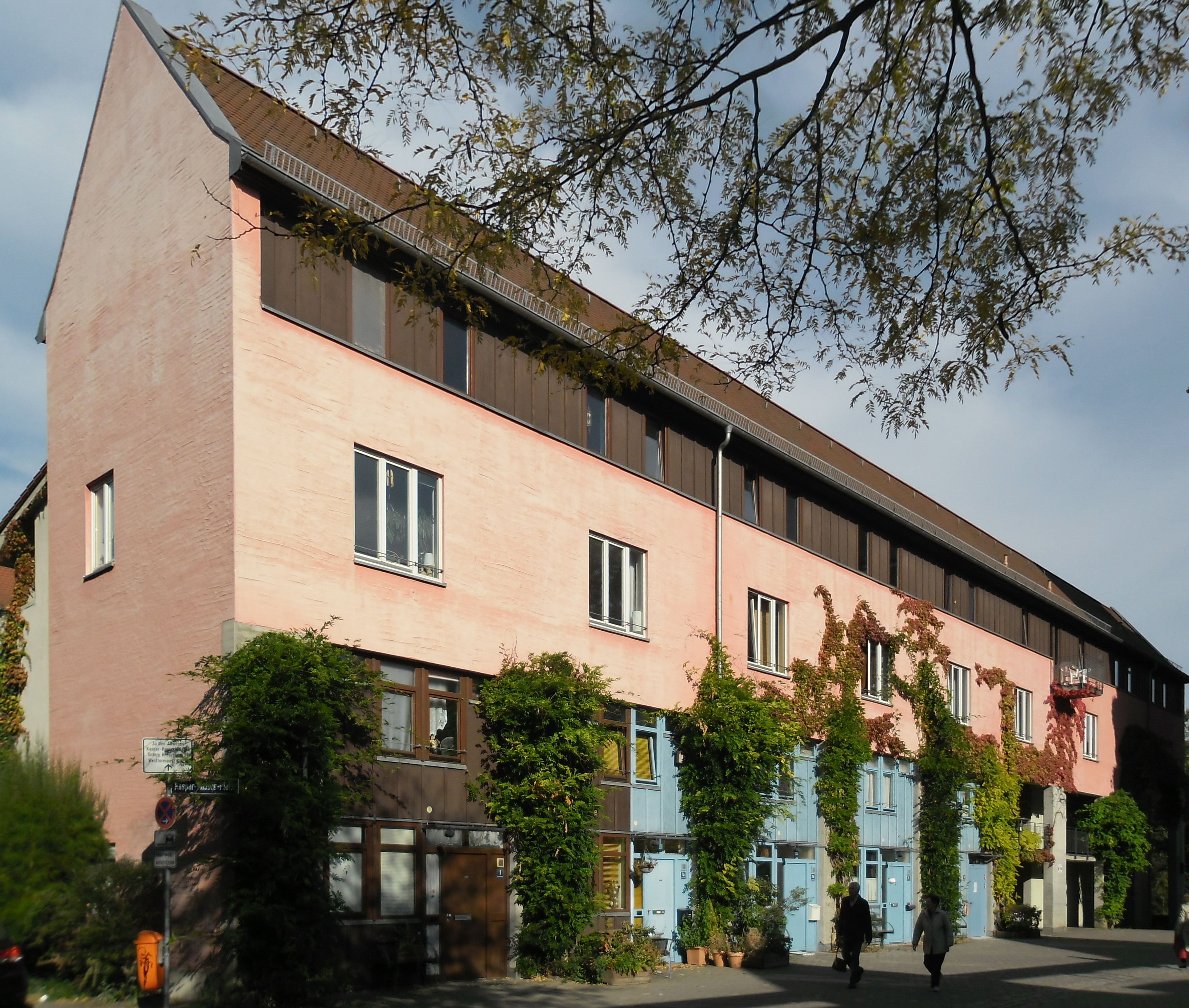
Wohnzeile

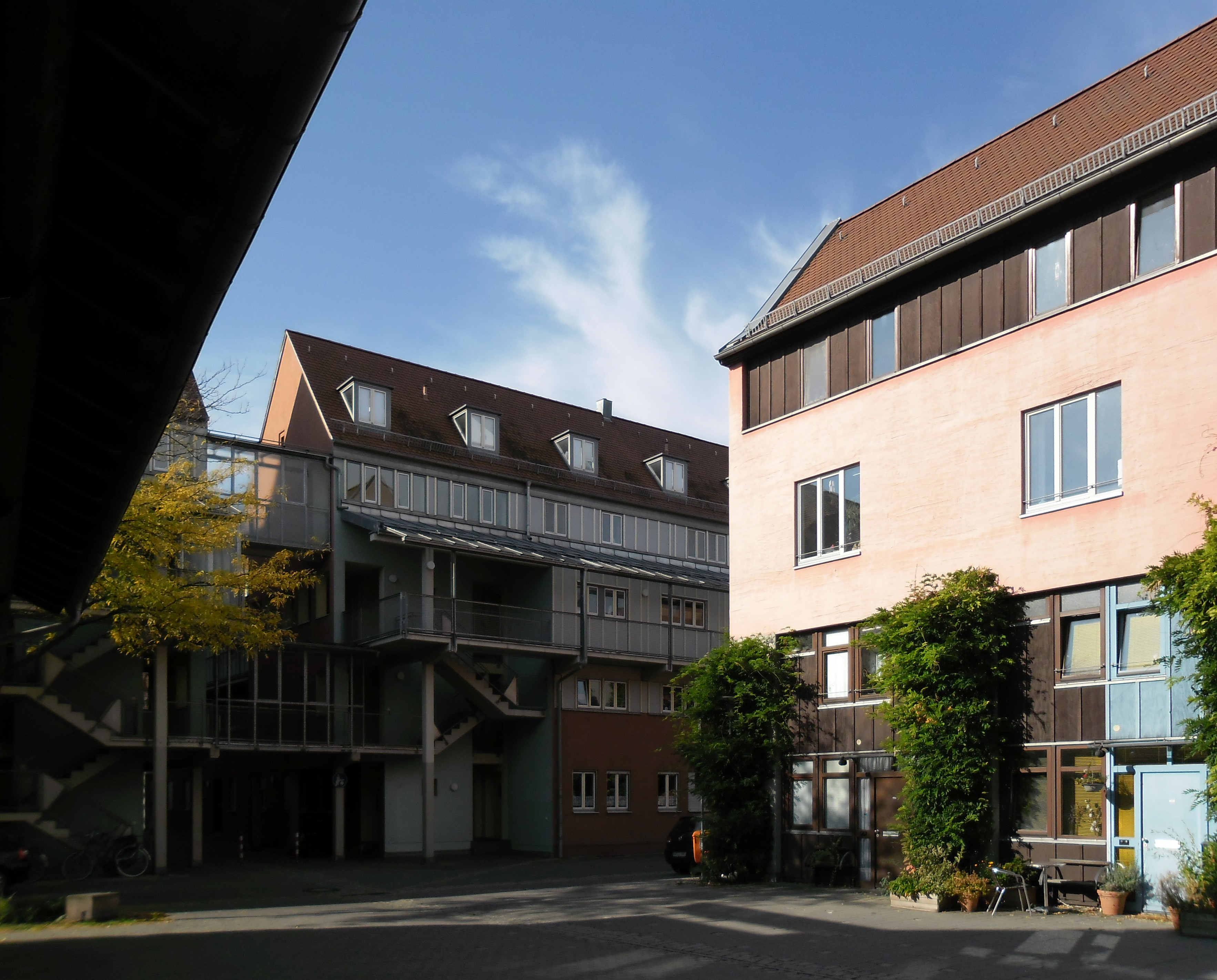
Hofsituation

Zwischen 1986 und 1992 von Baufrösche (Bauteil 1–4), Steidle + Partner (Hans Kohl und Markus Ernst) (Bauteil 5) und Werkgemeinschaft Freiraum (Freiraumplanung) geplant und errichtet, setz das Viertel den Trend zur Postmoderne und autofreien Siedlungen fort.
Der Kaspar-Hauser-Platz mit dem außen eingestellten Punkthaus bildet einen Vorplatz zum großen Flussparterre. Umgekehrt wird der Fluss über den Platz bis in das Zentrum des Quartiers spürbar. Das Kreuzgassenviertel situiert sich direkt an der Stadtmauer und der Pegnitz und ist so durch die mittelalterlichen Altstadt geprägt. Eine für die Gemeinschaft und Austausch fördernden halböffentliche Erschließung nimmt Themen wie Gasse, Hof, Wehrgang, Turm und das steile Satteldach auf. Fünf unterschiedliche und ihrer inneren Organisation verschiedene Stadtbaukörper (4 Wohnhöfe, 1 Punkthaus) bilden ein Straßenkreuz.
Die Wohn- und Schlafzone orientieren sich zu den Höfen und die schmale Nebenzone mit vorgelagerter Erschließung zum öffentlichen Raum. Der Hauptkörper ist konventionell gebaut, wogegen die Vorbauzone in Konstruktion, Material und Farbe als solche abgesetzt ist.
Fotografisch wurde die Siedlung von Jens Weber dokumentiert.

## Preise
- 1987: Architekturpreis der Stadt Nürnberg
- 1993: Deutscher Städtebaupreis[4]
- 1993: Bayerischer Wohnungsbaupreis